# Hesperochernes paludis
Hesperochernes paludis är en spindeldjursart som först beskrevs av Moles 1914.  Hesperochernes paludis ingår i släktet Hesperochernes och familjen blindklokrypare. Inga underarter finns listade i Catalogue of Life.